# Alix Lacloche
Alix Lacloche, née en 1986 à Paris, est une cheffe cuisinière franco-américaine.
Autodidacte, elle se forme en Europe et aux Etats-Unis auprès de références du slow food avant de lancer son entreprise de traiteur à Paris en 2012, où elle développe une clientèle dans le monde de la mode. Elle est chroniqueuse pour l’émission La Nouvelle Édition sur Canal+ entre 2013 et 2015 et auteure d’un livre de cuisine publié en 2014 aux éditions Hachette.

## Biographie

### Premières années et formation
Née d'un père français et d'une mère américaine, Alix Lacloche naît et grandit à Paris. Très tôt, sa mère et sa grand-mère lui donnent le goût d’une cuisine familiale authentique, faite à base de produits naturels et biologiques. Après son baccalauréat, elle entame des études de médiation culturelle, avant de se réorienter vers l’univers de la cuisine. Elle entre alors dans une école d’hôtellerie, mais n’y trouvant pas son compte, passe rapidement à la pratique.
Son premier stage l’amène à passer quatre mois chez Alain Passard, chef triplement étoilé du restaurant L’Arpège, où elle assiste le chef de partie chargé du garde-manger lors de sa mise en place journalière,. Après s’être vue proposer un poste de commis dans le même établissement, elle choisit de changer d’environnement en rejoignant les équipes de vente de Pierre Hermé, puis se rend à Barcelone pour y découvrir la pâtisserie.
De retour à Paris, elle fait un stage au Plaza Athénée à Paris dont le service de presse d’Alain Ducasse.
Attirée par l’expérience de la slow food, Alix Lacloche part ensuite à Rome, où elle fait un stage à l’American Academy in Rome pour suivre le Rome Sustainable Food Project d’Alice Waters et Mona Talbott, références du mouvement slow food et locavore.
En 2011, elle revient à Paris pour prendre la tête de la brigade de la seconde table d’hôte du chef Cédric Casanova, Le Conservatoire de La Tête dans les olives, où elle reste une année.

### Carrière
Cette expérience en table d’hôte la convainc de lancer son propre atelier de cuisine l’année suivante, en 2012. Pour éviter les contraintes liées à l’ouverture et à la gestion d’un restaurant à Paris, elle développe plutôt une activité traiteur auprès d’un cercle d’abord restreint, pour qui elle revisite les codes classiques de la cuisine,.
En 2013, elle rejoint l’équipe de chroniqueurs de l’émission La Nouvelle Édition, diffusée sur Canal +, où elle présente chaque semaine une recette de saison,. Elle publie l’année suivante un premier livre de recettes, Dans ma cuisine, aux éditions Hachette.
Proposant d’abord un service de traiteur traditionnel, elle travaille notamment pour le studio Louis Vuitton, mais se tourne progressivement vers une cuisine plus inventive et artistique, travaillant toujours les produits de saison.
Entre food art et expérience culinaire, Alix Lacloche développe une clientèle au sein du monde de la mode, pour qui elle crée lors d’événements ou de soirées privées des buffets créatifs et esthétiques. Elle travaille notamment pour des événements de créateurs tels qu’Isabel Marant, Jacquemus, Louis Vuitton, Nike, Chloé, Colette, Chanel, mais également des références du monde culinaire comme Le Fooding.

## Ouvrages
- 2014 : Dans ma cuisine, Alix Lacloche, éditions Hachette, 2014, 144 p.,  (ISBN 2012316921)

## Emissions de télévision
- 2013-2014 : Chroniqueuse culinaire pour l’émission La Nouvelle Édition, présentée par Ali Baddou sur Canal +